# إيبسون
إيبسون (بالبرتغالية: Ibson Barreto da Silva‏) (7 نوفمبر 1983 البرازيل - ) هو لاعب كرة قدم برازيلي، يلعب كلاعب وسط.

## وصلات خارجية
إيبسون على موقع الاتحاد الدولي (مؤرشف)  (الإنجليزية)
- إيبسون على موقع الدوري الأمريكي (الإنجليزية)
- إيبسون على موقع قاعدة بيانات كرة القدم.إي يو (الإنجليزية)
- إيبسون على موقع Soccerway.com (الإنجليزية)
- إيبسون على موقع عالم كرة القدم.نت (الإنجليزية)
- إيبسون على موقع AS.com (الإسبانية)